# Kråkbergtjärnarna (Tärna socken, Lappland, 728710-149483)
Kråkbergtjärnarna är en sjö i Storumans kommun i Lappland och ingår i Umeälvens huvudavrinningsområde. Kråkbergtjärnarna ligger i Vindelfjällen Natura 2000-område.